# Giorgio Zancanaro
Giorgio Zancanaro (Verona, 9 de mayo de 1939) es un barítono italiano especializado en el repertorio operístico italiano, especialmente en Verdi.

## Trayectoria
Inició su formación en Verona con María Palanda, y fue una revelación en el Concurso Verdi de Busseto en 1969. Debutó al año siguiente en Mantua en el papel de Ricardo de I Puritani. Rápidamente comenzó a cantar en los principales teatros de ópera de Italia, convirtiéndose en el más eminente barítono verdiano de su generación, destacando sus triunfos en I masnadieri, Luisa Miller, La Traviata.
Debutó en La Scala en 1982 como el Ford de Falstaff, y tomó parte en las recuperaciones de  Attila e I Vespri Siciliani bajo la batuta de Riccardo Muti.
En el panorama internacional se cuentan sus apariciones en Londres, París, Zúrich, Viena, Barcelona, Lisboa, Caracas, etc. Cantó también en el festival de Orange de 1982 como el marqués de Posa de  Don Carlo. En Bregenz en 1985 canta el Riccardo de I Puritani junto a Edita Gruberova bajo la batuta de Salvatore Fisichella.
También en 1982 debuta en la Metropolitan Opera de Nueva York con el Renato de Un ballo in maschera, considerado uno de sus mejores papeles. También cantó en los teatros de ópera de San Francisco y Dallas.
Zancanaro cantó la mayoría de los papeles de barítono del repertorio italiano, pero resultó incomparable en los personajes verdianos, en los que su bella y perfectamente emitida voz, brillante en los registros agudos, y su elegante línea canora consiguen los mejores efectos. Desafortunadamente fue ignorado por las compañías discográficas, aunque aparece en varias algunas grabaciones.

## Discografía
- Il cappello di paglia di Firenze con Ugo Benelli, Alfredo Mariotti, Viorica Cortez, Daniela Mazzucato RCA 1975.
- Il trovatore (video) con Raina Kabaivanska, Franco Bonisolli, Giancarlo Luccardi, dir. Bruno Bartoletti Eurodisc 1975.
- Il trovatore con Plácido Domingo, Rosalind Plowright, Brigitte Fassbaender, Evgeny Nesterenko, dir. Carlo Maria Giulini DG 1983.
- Don Carlo (DVD) con Luis Lima, Ileana Cotrubas, Robert Lloyd, Bruna Baglioni, dir. Bernard Haitink Castle Vision 1985.
- Andrea Chenier con Plácido Domingo, Anna Tomowa-Sintow, dir. Humphrey Burton, Covent Garden 1985.
- Andrea Chenier con José Carreras, Eva Marton, dir. Giuseppe Patanè CBS 1985.
- La forza del destino con Mirella Freni, Plácido Domingo, Paul Plishka, Sesto Bruscantini, dir. Riccardo Muti EMI 1986.
- Madama Butterfly (DVD) con Yasuko Hayashi, Peter Dvorsky, dir. Keita Asart Pioneer Artist 1986.
- Guglielmo Tell con Chris Merritt, Cheryl Studer, Luigi Roni, dir. Riccardo Muti Philips 1988.
- Rigoletto con Daniela Dessì, Vincenzo La Scola, Paata Burchuladze, dir. Riccardo Muti EMI 1988.
- I vespri siciliani con Chris Merritt, Cheryl Studer, Ferruccio Furlanetto, dir. Riccardo Muti EMI 1989.
- Attila (DVD) con Samuel Ramey, Cheryl Studer, Kaludi Kaludov, dir. Riccardo Muti Fonit-Cetra 1991.
- La traviata (DVD) con Edita Gruberova, Neil Shicoff, dir. Carlo Rizzi Teldec 1992.
- Tosca con Carol Vaness, Giuseppe Giacomini, dir. Riccardo Muti Philips 1992.